# Mühlen in Taufers

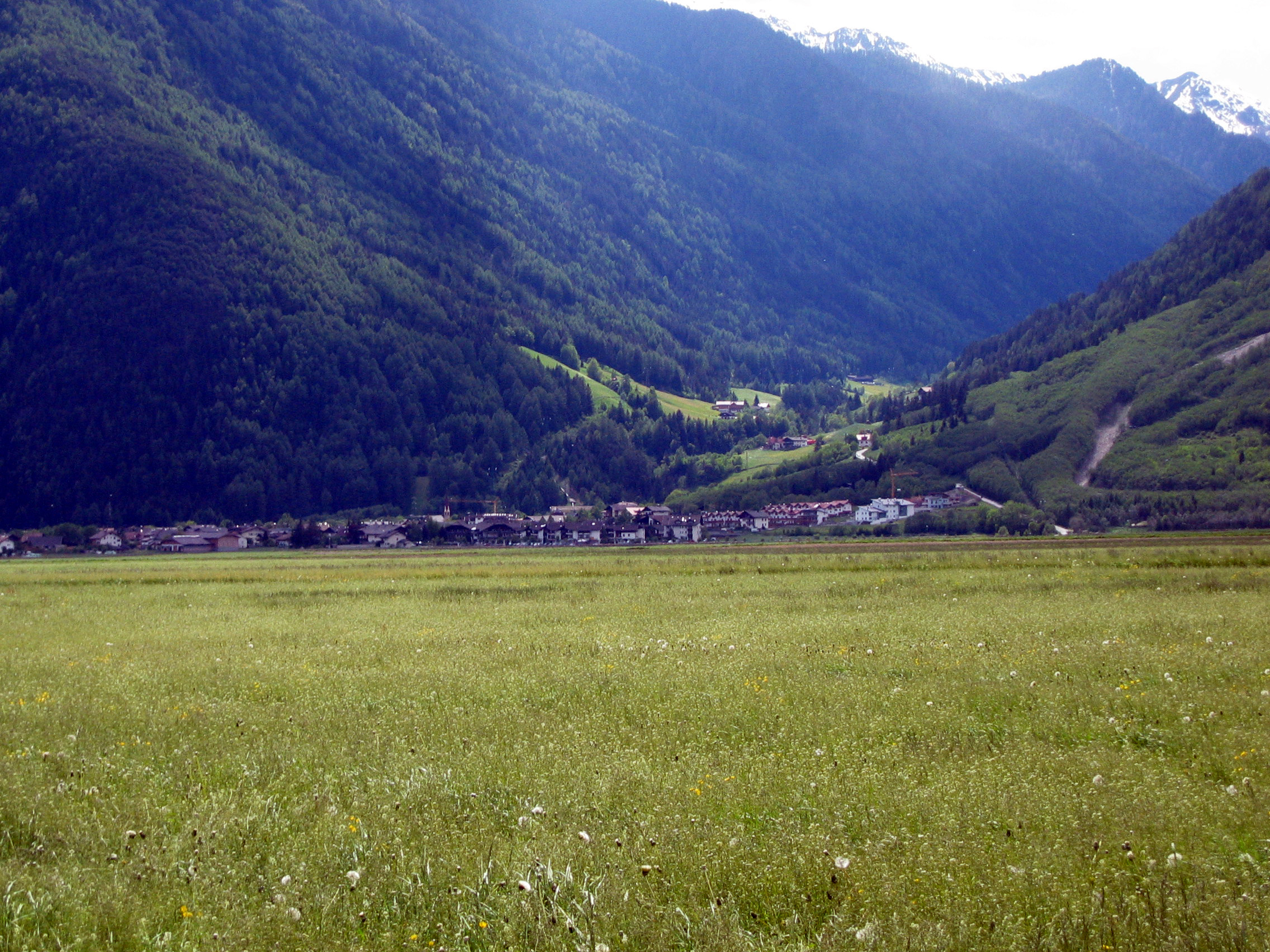
Blick auf Mühlen

Mühlen in Taufers (im lokalen Dialekt Mill, italienisch Molini di Tures) ist eine Fraktion der Marktgemeinde Sand in Taufers im Tauferer Tal in Südtirol (Italien). Mühlen befindet sich am Ausgang des Mühlwalder Tales auf 862 m und hat knapp 1.500 Einwohner. Die Fraktion war bis zum Faschismus eine eigenständige Gemeinde, gehörte zum Gerichtsbezirk Taufers und war Teil des Bezirks Bruneck.

## Geschichte
Das Gebiet von Mühlen in Taufers war früh besiedelt, dies belegen spätbronzezeitliche Funde im sog. „Matzlmüllerfeld“ in den frühen 1970er-Jahren.
Im Mittelalter befanden sich im Dorf, an der Wiere (einem künstlich angelegten Kanal) und am Mühlwalder Bach, mehrere Kornmühlen (daher der Name Mühlen).
1293 ist mit Kunz von Mühlen („Concius de Mule“) ein Mitglied der ritterlichen Mannschaft der Edelfreien von Taufers erstmals urkundlich genannt.
In Mühlen stehen heute noch einige alte Ansitze und Bauernhöfe. Besonders markant sind der vermutlich gotische Zehenterhof (ehemals Sammelstelle für den großen Tauferer Zehnt, heute landwirtschaftlicher Betrieb). Der Grießmair, erstmals erwähnt um 1146 als Besitz des Ritters Wolfhere, welcher das Gut bei seiner "Investitur" (wohl Einsetzung in ein Amt) an das Hochstift Brixen abtrat. Im Jahre 1294 befand er sich in Besitz der Herren (Edelfreien) von Taufers, welche den Hof als Lehen an die Herren von Wirsung (Adelsfamilie aus Mühlen, Dienstvasallen der von Taufers) gaben. 1607 als Besitz des Johann Griesmayr erwähnt, folgten verschiedene Nutzungen, unter anderem zeitweise auch als Wirtshaus. Heute wird auch hier eine Landwirtschaft geführt. Erwähnenswert sind auch die beiden, direkt nebeneinander stehenden Dorfgasthäuser Ober- und Unterkohlgrube (in der ehemaligen Unterkohlgrube wird heute noch unter dem Namen „Gasthaus Kohlgrube“ oder „Goller“ aufgeschenkt) sowie die Gasthäuser und heutigen Hotels „Mühlener Hof“ („Gasthaus zum Hasen“) und „Egitz“. Im Jahr 1455 verkaufte Sigmund von Welsberg den Sasshof in Mülln in Tawfers an den Brixner Bischof Nikolaus von Kues.
Die Dorfkirche von Mühlen besteht aus einem romanisch-gotischen Teil (1309), der Katharinakirche, und einem im 16. Jh. angebauten gotischen Teil, der Florianikirche. Es handelt sich also um eine Doppelkirche mit zwei unterschiedlichen Schutzheiligen.
In österreichisch-ungarischer Zeit war Mühlen in Taufers eine eigene Gemeinde. Dank der Initiative des 1850 des hier geborenen Industriepioniers Josef Beikircher erlebte Mühlen einen gewerblichen Aufschwung. Diese Entwicklung wurde durch den Ersten Weltkrieg, die daraus resultierende Zugehörigkeit Südtirols zu Italien nach 1920 und den Faschismus unterbrochen. 1929 wurde das bis dato eigenständige Mühlen der Gemeinde Sand in Taufers zugeschlagen. Nach dem Zweiten Weltkrieg wurde die Südtirolfrage zum internationalen Thema. Als Anfang der sechziger Jahre ein Kraftwerk am Dorfrand gebaut wurde, wofür den Bauern Grund und Boden enteignet und die große Hochspannungsleitung sowie das Werk selbst sehr nahe an die Häuser herangeführt wurden, empfanden dies einige Mühlener als untragbaren Übergriff, so auch die „Puschtra Buibm“ Siegfried Steger (Unterkohlgrube), Heinrich Oberlechner (Familie damals Mieter eines Hausteils beim Grießmair), Josef Forer (Oberluckner) und ihr Luttacher Kollege Heinrich Oberleiter, die die Carabinieri-Kaserne in Sand, einen Strommasten und eine Druckrohrleitung sprengten. Sie flüchteten vor der italienischen Justiz nach Österreich, wo sie sich neue Existenzen aufbauten.
Mit dem Dorf in enger Verbindung steht der sogenannte Rienzgraben (im Volksmund „Rienz“ oder „Gisse“), ein großer Murbruch oberhalb des Dorfes, welcher immer wieder den nordöstlichen Dorfteil von Mühlen übermurte. Heute ist die Gefahr durch zahlreiche Schutzbauten stark eingedämmt. Mit dem Pustertaler Hauptfluss Rienz steht der Rienzgraben in keiner Verbindung.
Nordwestlich des Dorfes durchfließt der Mühlwalder Bach die Mühlenklamm. Der Ort gilt durch zahlreiche „Antrische Löcher“ (künstliche Höhlen, vermutlich Probestollen für Bergbau), den „Götzen“ und die angeblichen heidnischen Opferungen zur Römerzeit als sehr mythisch und ist von vielen Legenden und Sagen umwoben.

## Wirtschaft
Die gewerblich-industrielle Entwicklung des Tauferer Tales begann in Mühlen (Glockengießerei, Turbinenbau, Sägewerk, Schlosserei usw.). Viele Bauern hatten ihre Kornmühlen neben der Wiere, einer künstlichen Ableitung, stehen. Dort wurden Roggen, Weizen, Gerste und auch Johannisbrot gemahlen.
Wichtiger Pionier des frühindustriellen Aufschwungs war Josef Beikircher (1850–1925), der sich der Stoff-Fertigung des Lodens verschrieb, ab 1888 den Bau der Tauferer Bahn betrieb und bereits 1893 als einer der Ersten in ganz Tirol in seinem Mühlener Kleinkraftwerk elektrischen Strom erzeugte.
Die Wasserkraft wird heute fast ausschließlich zur Erzeugung von elektrischer Energie verwendet; so stehen  entlang der Wiere mindestens sechs private, kleine E-Werke, während sich ein großes E-Werk der SE-Hydropower (u. a.) mit angrenzendem Umspannwerk der Enel am westlichen Ortsrand von Mühlen befindet, das mit Wasser aus dem Mühlwalder Stausee betrieben wird.
Die bekannte Brunecker Loden- und Tuchfabrik Mössmer nahm in Mühlen unter Josef Beikircher ihren Anfang.

## Verkehr
Für den Kraftverkehr ist das Dorf in erster Linie durch die SS 621 erschlossen.

## Veranstaltungen
Übersicht:
| Name der Veranstaltung                                            | Tag/e                                        | Ort         |
| ----------------------------------------------------------------- | -------------------------------------------- | ----------- |
| Pfingstfest                                                       | Pfingstwochenende                            | Festplatz   |
| Bauern- und Handwerkermarkt                                       | verschieden (mehrere Tage im Sommer)         | Dorfzentrum |
| Kirchtag                                                          | Samstag–Montag (3. Wochenende im September)  | Festplatz   |
| Kothreine Morscht (Markt- und Festtag zu Ehren der Hl. Katharina) | am Samstag nach dem 25. November (Katharina) | Dorfzentrum |

### Pfingstfest
Das Pfingstfest hat in Mühlen  eine lange Tradition. Es wird jedes Jahr am Pfingstwochenende (Samstag und Sonntag) am Festplatz in Mühlen gefeiert. Zur Unterhaltung wird Volks- und Schlagermusik gespielt und für die kleinen Gäste gibt es seit einigen Jahren den mobilen Spielplatz und eine Hüpfburg.

### Bauern- und Handwerkermarkt
Der Bauernmarkt besteht erst seit wenigen Jahren. Hier kann man frische Produkte von einheimischen Bauern erwerben. Für die Kinder sind Tiere, die in Mühlen gehalten werden, in einem Streichelzoo ausgestellt. Der Bauern- und Handwerkermarkt wurde vor allem aus touristischen Gründen eingeführt und wird an verschiedenen Tagen (meistens dreimal jährlich) im Sommer am Benjaminplatz abgehalten.

### Kirchtag
Der "Millina Kischta" ist das örtliche Kirchweihfest. Der "Kischtabam" oder "Kischtamichlbam" (Kirchtagsmichl) ist immer eine frische, 30–45 Meter hohe Fichte, an deren Spitze eine lebensgroße Strohpuppe in einer Tracht hängt. Er wird am "Kischtasonnsta" (Kirchtagssamstag) von den Mühlener Männern, "Kischtamando" oder "Michlmando" genannt, noch auf traditionelle Weise aufgestellt. Zudem stellen auch viele Kinder und Jugendliche einen Baum auf. Am "Kischtasunnta", dem Kirchtagssonntag, kann man am Festplatz zu Mittag essen, feiern und am Abend an der Verlosung teilnehmen, bei der man den Kirchtagsbaum oder andere Sachpreise gewinnen kann. Am "Kischtamonta" ist dann am Abend noch feierlicher Ausklang beim Umlassen des Michlbaumes. Während des ganzen Festes wird zur Unterhaltung Volks- und Schlagermusik gespielt.
Geschichte: Der Kirchta hat in Mühlen eine sehr lange Tradition. Bis in die zweite Hälfte des 20. Jahrhunderts wurde noch bei der Feuerwehrzentrale gefeiert, dann wurde aber ein neuer Festplatz in der Josef-Beikircher-Allee angelegt, da der Platz nicht mehr ausreichte. Am Mühlener Kirchtag ist fast das ganze Dorf beteiligt, ob als "Michlmando" beim Aufstellen des Baums, als freiwillige Bedienung, bei der Organisation, beim Herrichten oder Aufräumen etc.

### Kothreine Morscht
Am Fest- und Gebetstag  zu Ehren der hl. Katharina von Alexandrien (Dorfpatronin) an einem Samstag in der Nähe ihres eigentlich Festes am 25. November wird in Mühlen auch der "Kothreine Morscht" abgehalten. Er erstreckt sich von der Bar zur Linde über den Benjaminplatz, neben dem Widum teilt er sich dann, ein Ausläufer geht bis zum Gasthof Kohlgrube ("Golla") und der andere bis zum "Rössstoll", einem Restaurant, das nur an diesem einen Tag im Jahr geöffnet ist.

## Landwirtschaft
Im Tauferer Tal spielte die Landwirtschaft immer schon eine sehr große Rolle, was dem ausgedehnten, sehr fruchtbaren Tauferer Boden zu verdanken ist.
Früher war Mühlen fast ausschließlich ein Bauerndörfchen. Die Bauern hatten ihre Getreidemühlen an der Wiere, einem künstlichen Fluss, der vom Mühlwalder Bach abgezweigt wurde. Die Pflanzen- und Tierzucht war sehr vielfältig, die Bauern waren größtenteils Selbstversorger.
Heute gibt es nur mehr wenige bewirtschaftete Höfe in Dorfkern, die meisten befinden sich außerhalb. Die durch die Aufgabe der Landwirtschaft anfallenden Felder werden von anderen Bauern bewirtschaftet, die landwirtschaftlichen Nutzgebäude wurden teilweise abgerissen, verpachtet oder stehen leer. Heute sind vor allem Grünlandwirtschaft und Futteranbau für die Viehwirtschaft vorherrschend, aber auch Getreide, Erdäpfel oder Rüben werden noch angebaut. Bei den Nutztieren handelt es sich größtenteils um Rinder, einige Bauern halten aber auch andere Tiere wie Hühner, Ziegen und Schafe. Die Bauern sind Fremdversorger.
Einige noch bewirtschaftete Höfe sind (nach Lage geordnet):
| Hofname | Erwerbsquelle/n                                  | Lage                                          |
| --- | ------------------------------------------------ | --------------------------------------------- |
| "Grießmoahof" | Viehwirtschaft                                   | Außerhalb, südwestlich vom Dorfzentrum        |
| "Sibrahof" | Viehwirtschaft                                   | nahe dem Grießmoahof                          |
| "Weißgarbahof"                                                                                                   | Gemüseanbau, Futtermaiserzeugug, Ferienwohnungen | nahe dem Grießmoa- und Sibrahof               |
| "Zechntahof" | Viehwirtschaft                                   | Nahe dem Dorfzentrum                          |
| "Auerhof" | Viehwirtschaft                                   | Außerhalb, Östlich des Dorfzentrums           |
| "Huibahof" | Viehwirtschaft (Ziegen)                          | nahe dem Auerhof                              |
| "Becknhof" | Viehwirtschaft                                   | Nordöstlich des Dorfkerns                     |
| "Egitzhof" | Gemüseanbau                                      | Zwischen Mühlen und der Pfarre – ausgesiedelt |
| "Mairhofer" | Viehwirtschaft (Hühner)                          | neben dem Egitzhof – ausgesiedelt             |
| "Spanglerhof" | Hofmetzgerei                                     | neben dem Egitzhof – ausgesiedelt             |
| Einige Höfe am Schattenberg (Inner- und Außergisser, Schattner, Schweingrasser, Ober- und Unterköllechn, Grüner) | Viehwirtschaft                                   | zwischen Mühlen und Mühlwald                  |

Der Zusammenhalt zwischen den Bauern ist groß und beruht auf gegenseitiger Hilfe und Dienstleistung.
Einige aufgegebene Höfe:
Mössmer (bzw. Gasser, ehemals Mesnerhaus), Heacha, Kugler, Neunfingerer (bzw. Plattenhaus), Ober- und Unterkohlgrube, Matzelmüller, Hernschneida, Maler, Franzlweber, Stockweber, Müller, Ober- und Unterluckner, Schuster.

## Persönlichkeiten
- Josef Beikircher, Industrieller
- Anton Ebner (1925–1979), Heimatforscher
- Heinrich Forer, Weihbischof
- Veronika Mittermair, Historikerin
- Josef Mutschlechner, Geistlicher